# Audi Cup 2019
Audi Cup 2019 — 6-й розыгрыш международного футбольного клубного турнира Audi Cup между командами из Европы, состоявшийся 30 и 31 июля 2019 года на стадионе «Альянц Арена» в Мюнхене. В турнире участвовали «Бавария», «Реал Мадрид», «Тоттенхэм Хотспур» и «Фенербахче». «Тоттенхэм Хотспур», который участвовал всего лишь второй раз в турнире (первый раз он выступал в 2015 году), выиграл турнир, победив в финале «Баварию»: после ничьи 2:2 исход матча решила послематчевая серия пенальти, в которой «шпоры» взяли верх со счётом 6:5.
Турнир проходил по олимпийской системе: победители двух полуфиналов играли в финале, проигравшие оспаривали 3-е место на турнире.

## Место
| Мюнхен                          | Мюнхен |
| ------------------------------- | ------ |
| Альянц Арена                    | Мюнхен |
| 48°13′07″ с. ш. 11°37′29″ в. д. | Мюнхен |
| Вместимость: 70 000 мест        | Мюнхен |
|                                 | Мюнхен |

## Сетка
|  | Полуфинал         | Полуфинал |                   |      | Финал | Финал |
|  |                   |           |                   |      |       |       |
|  | 30 июля – Мюнхен  |           |                   |      |       |       |
|  |                   |           |                   |      |       |       |
|  | Реал Мадрид       | 0         |                   |      |       |       |
|  | Реал Мадрид       | 0         | 31 июля – Мюнхен  |      |       |       |
|  | Тоттенхэм Хотспур | 1         |                   |      |       |       |
|  | Тоттенхэм Хотспур | 1         | Тоттенхэм Хотспур | 2(6) |       |       |
|  | 30 июля – Мюнхен  |           | Тоттенхэм Хотспур | 2(6) |       |       |
|  |                   | Бавария   | 2(5)              |      |       |       |
|  | Бавария           | Бавария   | 2(5)              | 6    |       |       |
|  | Бавария           |           |                   | 6    |       |       |
|  | Фенербахче        | 1         |                   |      |       |       |
|  | Фенербахче        | 1         | Матч за 3-е место |      |       |       |
|  |                   |           |                   |      |       |       |
|  | 31 июля – Мюнхен  |           |                   |      |       |       |
|  |                   |           |                   |      |       |       |
|  | Реал Мадрид       | 5         |                   |      |       |       |
|  | Реал Мадрид       | 5         |                   |      |       |       |
|  | Фенербахче        | 3         |                   |      |       |       |

## Матчи

### Полуфиналы
| Реал Мадрид | 0–1     | Тоттенхэм      |
| ----------- | ------- | -------------- |
|             | (отчёт) | Харри Кейн 22′ |

| Бавария                                                                                        | 6–1     | Фенербахче     |
| ---------------------------------------------------------------------------------------------- | ------- | -------------- |
| - Ренату Саншеш 22′ - Леон Горецка 28′ - Томас Мюллер 31′, 44′ (пен.), 58′ - Кингсли Коман 40′ | (отчёт) | Макс Крузе 64′ |

### Матч за 3-е место
| Реал Мадрид                                                 | 5–3     | Фенербахче                                              |
| ----------------------------------------------------------- | ------- | ------------------------------------------------------- |
| - Карим Бензема 12′, 27′, 53′ - Начо 62′ - Мариано Диас 79′ | (отчёт) | - Гарри Родригеш 6′ - Набиль Дирар 34′ - Озан Туфан 59′ |

### Финал
| Тоттенхэм | 2–2     | Бавария |
| --- | ------- | --- |
| - Эрик Ламела 19′ - Кристиан Эриксен 59′                                                                        | (отчёт) | - Янн-Фите Арп 61′ - Алфонсо Дэвис 81′                                                                                |
| Пенальти |         | |
| - Тоби Алдервейрелд - Кристиан Эриксен - Харри Кейн - Сон Хын Мин - Джек Роулз - Оливер Скипп - Джафет Танганга | 6–5     | - Давид Алаба - Тьяго Алькантара - Томас Мюллер - Ренату Саншеш - Роберт Левандовский - Сарприт Сингх - Жером Боатенг |

| Тоттенхэм | Бавария |

## Бомбардиры
3 гола
- Карим Бензема (Реал Мадрид)
- Томас Мюллер (Бавария)

1 гол
- Фите Арп (Бавария)
- Кингсли Коман (Бавария)
- Алфонсо Дэвис (Бавария)
- Набиль Дирар (Фенербахче)
- Кристиан Эриксен (Тоттенхэм)
- Леон Горецка (Бавария)
- Харри Кейн (Тоттенхэм)
- Макс Крузе (Фенербахче)
- Эрик Ламела (Тоттенхэм)
- Мариано Диас (Реал Мадрид)
- Начо (Реал Мадрид)
- Гарри Родригеш (Фенербахче)
- Ренату Саншеш (Бавария)
- Озан Туфан (Фенербахче)